# Ningen sengen
Ningen sengen (人間宣言) es la Declaración de Humanidad que se vio obligado a firmar el Emperador Hirohito de Japón el 1 de enero de 1946, durante la Ocupación Aliada de este país, tras firmarse la rendición en la Declaración de Potsdam al finalizar la II Guerra Mundial.

## Antecedentes históricos
Desde 1889, la Constitución Japonesa recogía la ascendencia divina de la Familia Imperial, como directa de la diosa sintoísta Amaterasu. Era, por tanto, la religión obligada en el País del Sol Naciente y el propio Emperador gozaba del estatus de akitsumikami 現御神, es decir, encarnación en la Tierra de un Dios; así como de arahitogami 現人神, persona descendiente por línea familiar de una divinidad.
Durante la firma del Ningen sengen se empleó akitsumikami y ninguna otra palabra (nótese que solo varía el kanji central entre una y otra), por lo que el Emperador renunció a ser un dios, pero nunca a ser descendiente de Amaterasu.
Estas condiciones deberían colocar al Emperador en una posición por encima del bien y del mal, siendo ésta la actitud que se pretendió mostrar al pueblo en todo momento durante los reinados de todos y cada uno de los emperadores. No obstante, y de manera póstuma, han salido a la luz documentos sobre Hirohito y su más que activa participación en los acontecimientos producidos durante la II Guerra Mundial.

## Dónde se puede ver el Ningen sengen original
El documento está preservado y expuesto en la National Diet Library, 1 Chome-10-1 Nagatacho, Chiyoda, Tokyo 100-8924, Japón.